# 溫徹斯特M1897泵動式霰彈槍
溫徹斯特M1897（英語：Winchester Model (M) 1897，俗稱：Model 97或M97）是一系列由著名的美國槍械設計師約翰·白朗寧所設計、美国溫徹斯特連發武器公司所生產的泵动式及外置擊錘式散彈槍，綽號戰壕清道夫。從1897年到1957年，這款霰彈槍生產了超過100萬枝。該槍有許多不同的槍管長度和型號可以選擇，例如發射12鉛徑霰彈或16鉛徑霰彈，並且有堅固的槍身和可拆卸的附件。16鉛徑的標準槍管長度為711.2毫米（28英吋），而12鉛徑則配有762毫米（30英吋）的長槍管。特殊槍管長度可以縮短到508毫米（20英吋）或是伸延到914.4毫米（36英吋）。自從1897年時首次推出以後，它已被美國士兵、執法機關和獵人所採用。

## 歷史
溫徹斯特M1897是一枝由著名的美國槍械設計師約翰·白朗寧把溫徹斯特M1893改進設計出來的泵动式散彈槍。溫徹斯特M1897於1897年11月首次上市出售並且登陸在溫徹斯特的目錄內。
在最初，其堅實的槍身只是提供12鉛徑。不過，在後來的1898年10月，新增了12鉛徑的機匣和槍管組件可拆卸設計的型號；而且在1900年2月，又新增了16鉛徑霰彈的型號。
最初的溫徹斯特M1897就是由溫徹斯特M1893改進過來的，並且成為眾多溫徹斯特霰彈槍中較為堅固、較為有力和更為優秀的一把，後者本身就是第一枝、最早期型泵动式散彈槍。溫徹斯特M1897和其前身溫徹斯特M1893的設計幾乎相同，但溫徹斯特M1897可以發射使用無煙火藥的散彈，裝有更厚重而被強化的機匣，管式彈倉獲得延長，而且取消了M1893的「開放式」機匣頂部設計並改為「封閉式」設計以提高強度以及可有效地降低異物進入機匣內部，儘管這些在當時來說都並不常見。在1897年還推出了「可拆卸」式設計，把槍管改為可拆卸式。這個設計和今天常見的雷明登M870泵动式散彈槍一樣。
隨著時間的推移，溫徹斯特M1897的優秀結構和合理的價格，受到了獵人戶們的追捧，成為了美國市場上最流行的霰彈槍。同時它也建立了泵动式霰彈槍的一個性能標準和在後世得以大規模普及的起點，並使其對此進行判斷，其中包括最昂貴的進口物品。原本是作為運動用途槍械的溫徹斯特M1897在1897年開始生產，由1897年中期直到1957年，總生產數量為1,024,700枝。正是在這個時間，它亦大量被民間企業、執法機關作為警備用途槍械購買。1898年，又推出了槍管長度為508毫米（20英吋）的防暴型版本槍械。就算其後「現代」的「內置式擊錘」霰彈槍已成為共同的設計，如新型的溫徹斯特M1912和雷明登870等；甚至正是在這個時間內，溫徹斯特M1897曾經與溫徹斯特M1912一起共存，而且被後者所逐步取代。但就算如此，M1897直到今天仍然可以被發現，並且能夠正常使用。

### 從溫徹斯特M1893的改進
在當時全新推出的溫徹斯特M1897，是把溫徹斯特M1893的許多的弱點加以考慮和解決而成的。這些改進包括：
- 槍身得到了加強，並且將其加長以容納12鉛徑的23⁄4英寸的霰彈，以及25⁄8英寸的霰彈。[3]
- 取消了M1893的「開放式」機匣頂部設計，機匣頂部加以覆蓋，使得發射以後所拋出的彈殼完全是從側面而不會在頂部。[3]這同時加大了全槍機匣的強度，因此它可以使用23⁄4英寸的霰彈，而且不會因為不斷地轉換霰彈長度而產生任何危險。[5]
- 除非槍機輕微的向前運動及前後滑動的把手釋放的槍機滑動鎖，否則槍機無法開放。射擊時， 該槍的後座力會輕微地傳遞到槍機滑動把手和釋放的槍機滑動鎖，這使得滑動鎖立即開放槍機。在缺乏任何後座力，滑動把手需要用手動方式推前，以釋放的槍機滑動鎖。[3]
- 槍機機框的右側裝設了可協助機框移動的霰彈導槽，以防止當該槍側身裝填霰彈的時候出現霰彈脱落的現象。[3]
- 廷長槍托以減少從槍手掉落的機會。[3]

在所有改進之中，槍機滑動鎖是真正的使該槍更安全的關鍵。這個滑動鎖的改進使率該槍保持穩定，直到實際該槍在發射時，防止緊急使用時因為人為干擾的事件而走火（例如不發或遲發）。滑動鎖是指在這裝置連接到擊針身為並且用於防止擊針撞擊底火，直到擊針已經移到足夠的距離以確保後膛和槍機並已經鎖上。這可以防止槍機套筒在發射以後會被槍手的手強行縮回，因此發射的手臂亦會更安全。

## 描述設計

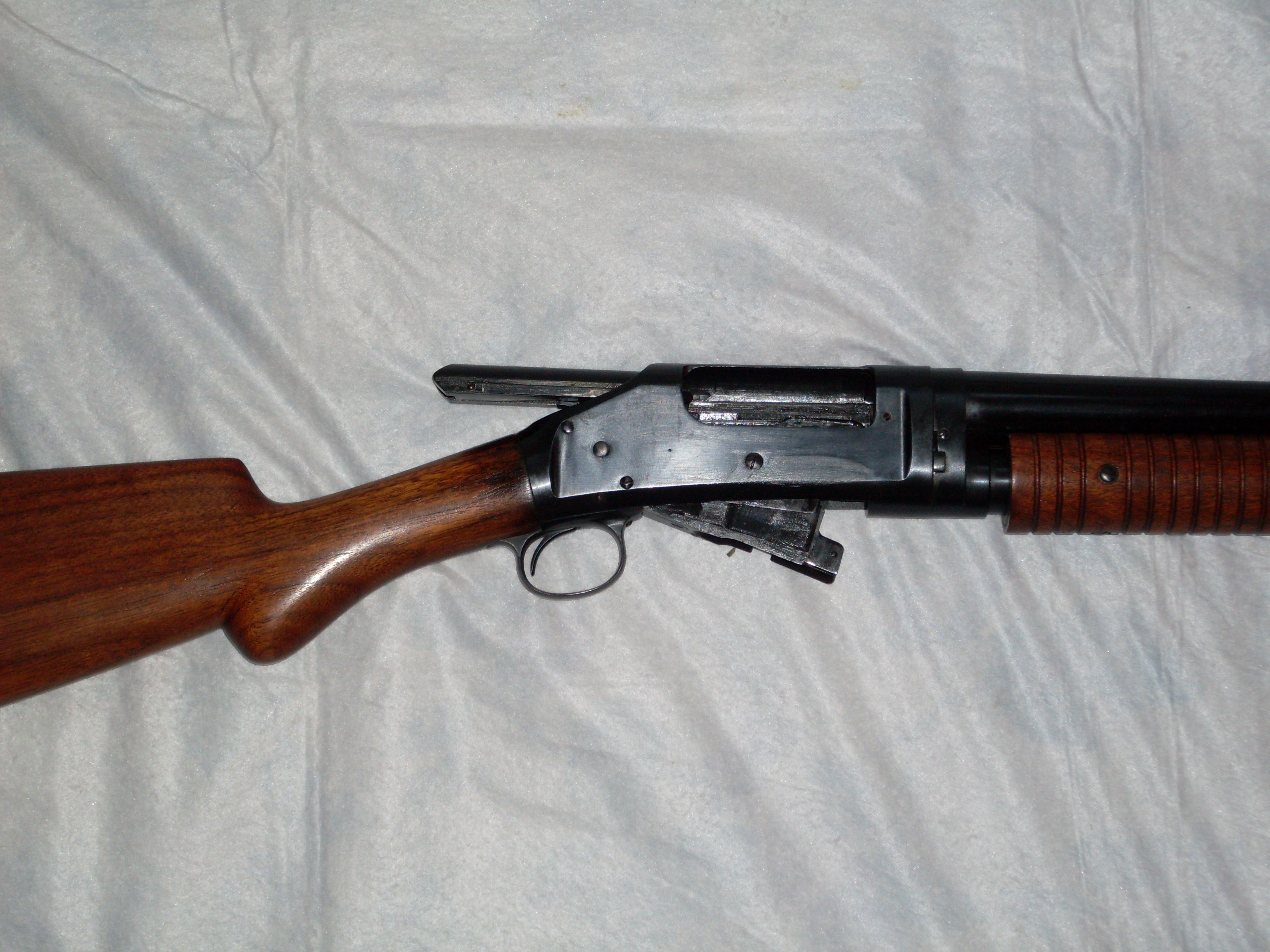
溫徹斯特M1897開放槍機上的特寫，可見長滑動式槍機和托彈板從機匣伸出。

溫徹斯特M1897是一枝由著名的美國槍械設計師約翰·白朗寧把溫徹斯特M1893改進設計出來的泵动式散彈槍。而溫徹斯特M1897和溫徹斯特M1893都是由約翰·白朗寧所設計的。溫徹斯特M1897是一枝沒有扳機切斷裝置的外置式擊錘型霰彈槍，使它能夠快速連射。這意味著使用者只要在保持扣著扳機以下反覆不斷地拉動前護木，霰彈槍就會在前護木和槍機都回到前端閉鎖的一瞬間發射。該槍本身被列為滑動式槍機泵动式霰彈槍。這是第一枝真正成功地生產的泵动式霰彈槍。由1893年開始生產直到溫徹斯特於1957年決定將其停產以前，總共生產超過1,000,000枝各種版本和各種長度的槍管。發射16鉛徑霰彈的溫徹斯特M1897只有一種標準長度是28英寸的槍管。發射12鉛徑霰彈的溫徹斯特M1897主要配備30英寸標準長度槍管，也有特別的槍管長度選擇，諸如縮短至20英吋的短槍管，或是延長至36英吋的長槍管。隨著各種版本和槍管長度，溫徹斯特M1897具有兩種不同的膛室設計。一個是12鉛徑，而另一個是16鉛徑。可以使用的霰彈彈殼長度是23⁄4英寸或是25⁄8英寸的型號。任何超過它們的霰彈彈殼長度都不推薦使用。一般而言，溫徹斯特M1897的管式彈倉平均可以裝填5發霰彈。另外如果包括1發裝填在膛室內的霰彈的話，溫徹斯特M1897平均總共可以裝填6發霰彈。不過，這些都要視乎不同版本去決定。當溫徹斯特M1897的槍機隨前護木向後拉動時，長滑動式槍機會開鎖並且從機匣伸出，在將前一發霰彈彈殼從拋殼口拋出槍外的同時把外置式擊錘向後拉下。這就是該槍被列為滑動式槍機泵动式霰彈槍的原因。
中国北方工业公司經過多番努力，成功仿製並且使得該霰彈槍重現。其命名北方97幾乎完全是從溫徹斯特M1897所複製過來。北方97同時具有「戰壕霰彈槍」和「防暴槍」這兩款生產版本，只是並無原來的表面處理和一些槍身以上的附帶功能。

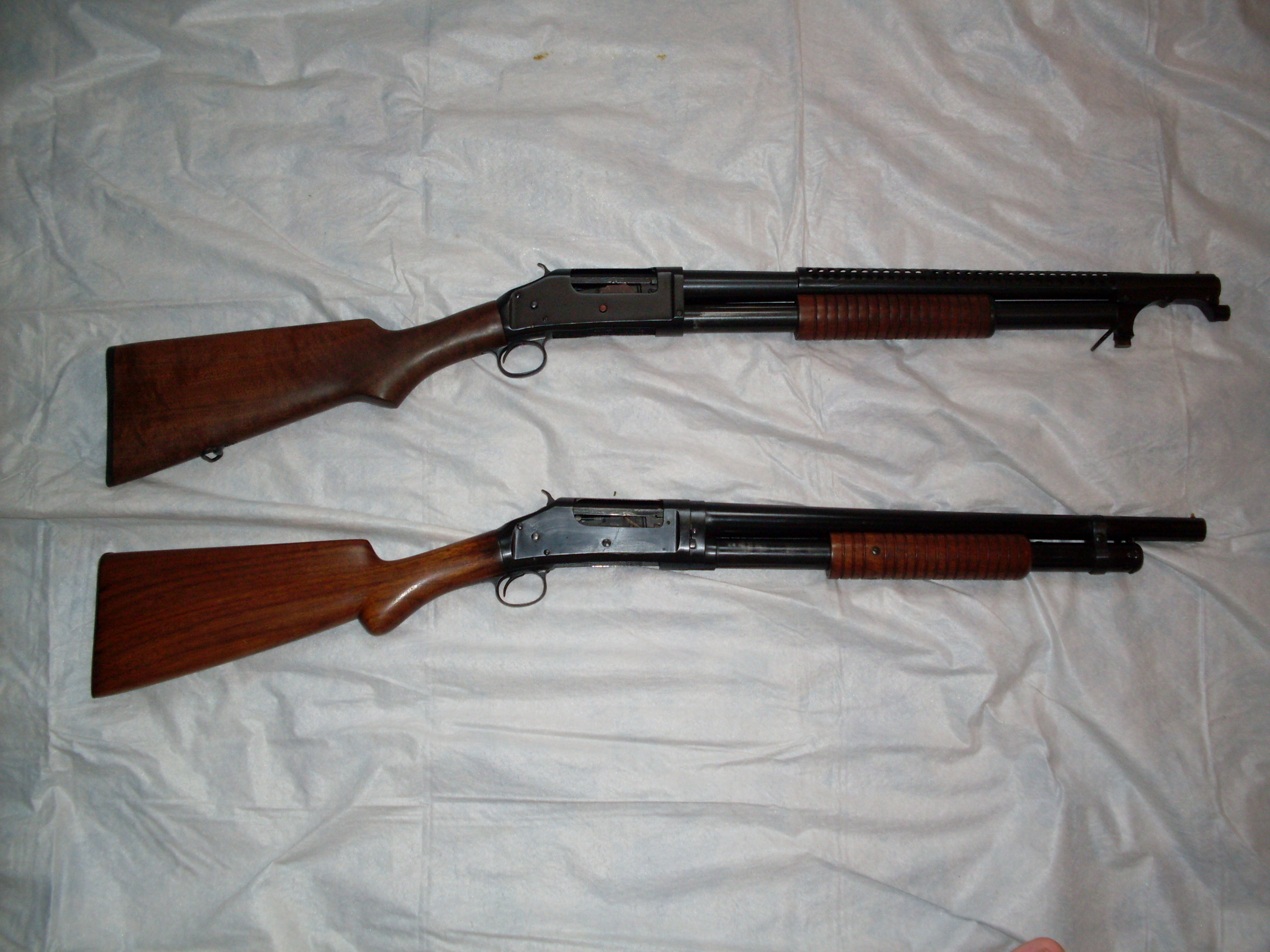
溫徹斯特M1897霰彈槍和北方工业公司的北方97

### 溫徹斯特M1897的各個版本
| 版本         | 鉛徑   | 槍管 （英寸） | 生產日期      | 備註                                                       |
| ------------ | ------ | ------------- | ------------- | ---------------------------------------------------------- |
| 標準型       | 12，16 | 30，28        | 1897年—1957年 | 連純胡桃木槍托和鋼板槍管隔熱罩                             |
| 陷阱型       | 12，16 | 30，28        | 1897年—1931年 | 花式胡桃木連格子花紋                                       |
| 猎鸽型       | 12，16 | 28            | 1897年—1939年 | 與陷阱型相同，但改用手工鐫刻機匣                           |
| 竞赛型       | 12     | 30            | 1910年—1931年 | 選擇胡桃木，機匣頂部具有啞光表面處理，以減少眩光           |
| 遭遇戰型     | 12，16 | 26            | 1897年—1931年 | 縮短的管式彈倉，普通胡桃木沒有格子花紋，堅固的槍身         |
| 遭遇戰分解型 | 12，16 | 26            | 1897年—1931年 | 同上，但改用可拆卸式槍身                                   |
| 防暴型       | 12     | 20            | 1898年—1935年 | 普通核桃仁，固定或可拆卸式槍身                             |
| 戰壕型       | 12     | 20            | 1917年—1945年 | 與防暴槍相同，但配備了槍管隔熱罩、刺刀座、槍背帶環旋轉接頭 |

### 原價格
標準型溫徹斯特M1897在首次推出時，其價格取決於正在購買的版本上具有哪些被添加到該特定槍枝上的功能。要購買一枝普通的成品霰彈槍，買方將花費$25。而具有格子花紋和更精細的木材的雕刻機匣型，它的價格是$100。更為昂貴的溫徹斯特M1897版本為標準型、陷阱型、打鴿子型和比賽型。這些的版本，通常配備了一個雕刻機匣和格子花紋、更細的木材。這些版本不能與其他版本一樣粗暴使用。較為便宜的、淺顯的版本為遭遇戰型、遭遇戰分解型、防暴型和戰壕型。這些版本沒有使用價值較高的木材或是特殊設計。這是因為這些槍被設計為、以及為了粗暴使用而生產。這些版本本身就有著要面對更高的受到嚴重損毀的機率，所以並沒有把他們多餘的錢投入外觀目的方面的必要。由於這些版本要表現他們的功能，要求他們是輕量化的，它們使用沉重而且昂貴的木材對於設計而言並無好處。在大多數的情況下，用戶購買這些版本的時候都會大量購入。這些版本在設計上通過使用標準木材和表面處理，使價格保持在一個較低的水平。

## 美菲战爭
雖然溫徹斯特M1897在一战之中以「戰壕霰彈槍」的身份廣為人知，但事實上早在1899年美菲战爭之中，美国陆軍已經採用M1897以對抗摩洛族人。
在1898年美西战争以後，駐紮菲律賓的美軍就經歷了美菲战争。其中最令他們頭痛的是遭到摩洛族人的遊擊隊式攻擊。雖然在對抗摩洛族人的故事之中，經常提到當時的美軍制式.38長柯爾特口徑左輪手槍在叢林戰場中表現不可靠、制止力過弱，無法有效阻止健壯而狂熱的、還服用了麻醉用途毒品的摩洛戰士組成的遊擊隊，結果美國陸軍短暫地重新採用19世紀發射.45長柯爾特口徑手槍子彈的M1873單動式轉輪手槍作戰並且發現較低速、較重的彈藥對摩洛族人更為有效。但事實上，即使手持制式步槍，美軍也常常有無法阻止摩洛族人進攻的記錄。
在美菲战爭時期，當時美軍使用M1892制式步槍和其改進型M1896卡賓槍。雖然使用的是.30-40克拉格全威力步槍子彈，但是這款槍械在近戰中卻顯得無能為力。為了打破這個局面，美国陆軍就將溫徹斯特M1897投放進戰場，並且配以獵鹿用彈藥之一的00號鹿彈。從M1897中發射出的00號鹿彈能夠一槍放倒摩洛族人戰士。美軍從美菲战爭之中獲得了珍貴的近身距離作戰經驗。
在美菲战爭當中，美國陸軍採購了数百枝M1897，並且裝備給了駐紮菲律賓的美軍部隊。由於庫存和量產無法趕上美軍需求，所以為了能夠滿足美軍需求，溫徹斯特就把長槍管型的槍管削短至508毫米（20英吋），做成符合美軍要求的槍型。

## 軍用型

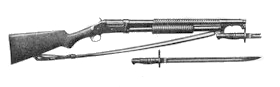
溫徹斯特M1897戰壕槍型

儘管M1897在一战之前已經受歡迎，但它戰爭爆發之後，M1897的銷售量就進一步上升。這是因為許多生產，以滿足軍方的需求。當美國正式參與第一次世界大戰的時候，有必要將予部隊發配更多的制式武器。在他們觀察戰爭的首三年之後，美國對於堑壕战的殘酷性，尤其是在一個戰壕裡戰鬥時需要多麼大的大量的近距離火力變得清晰。而M1897戰壕型就是這種思想的一種演變型，先前存在的溫徹斯特M1897亦進行了修改。美國軍隊使用了短管版的M1897霰彈槍，並且把它稱為「戰鬥散彈槍」、「戰壕霰彈槍」或「防暴槍」。這是溫徹斯特M1897的其中一種衍生型，亦發配給一战期間的美軍使用。它經過了一定的修改，包括在槍管之上安裝了穿孔鋼板式隔熱罩，以保護的使用者的手避免觸碰變得過熱的槍管而灼傷，槍管比民用霰彈槍短，管式彈倉容量更大，没有空气阀门，並具有轉接器型刺刀座以便裝上特製型M1917刺刀。

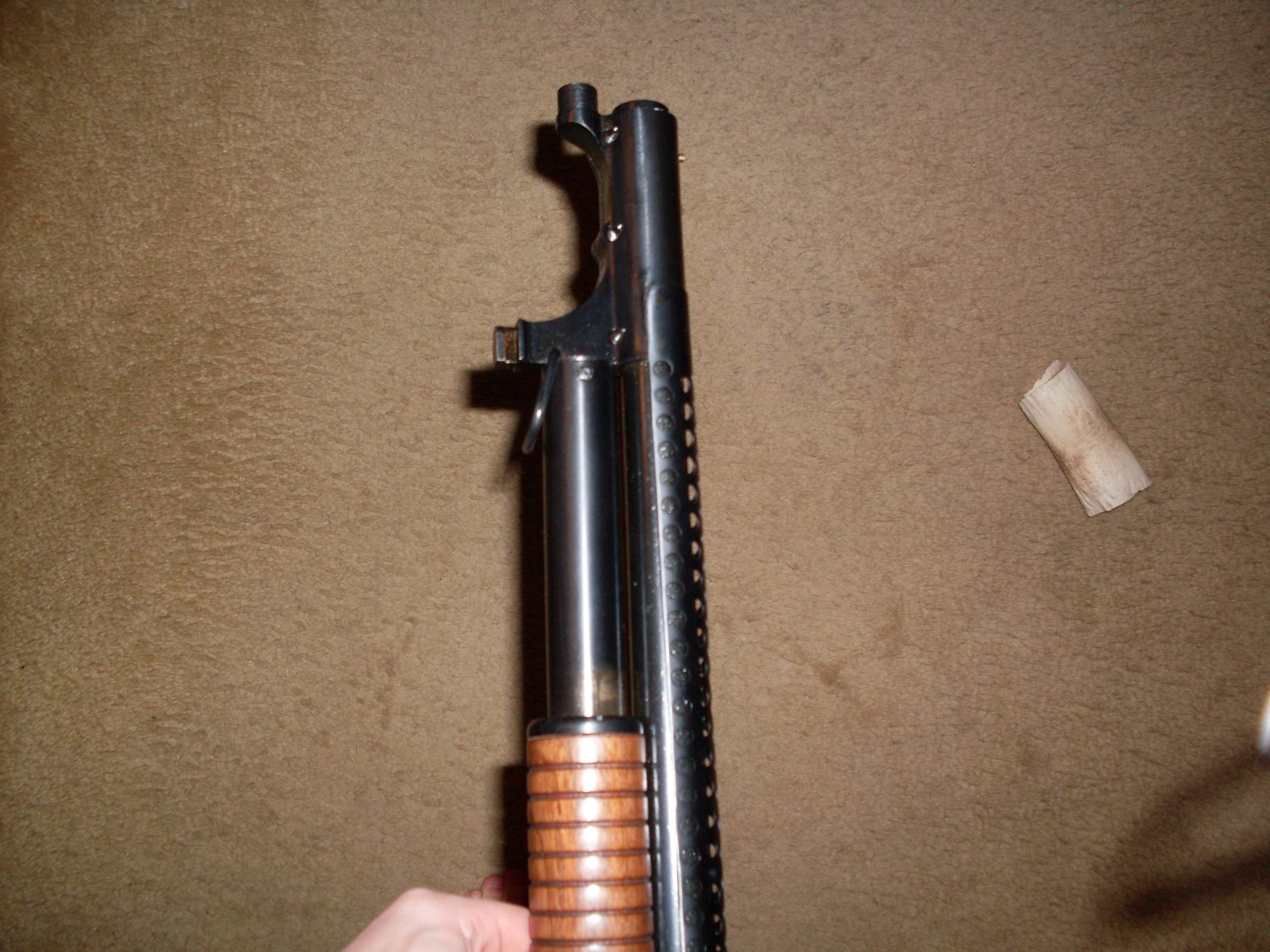
M1897適配器方便裝上M1917刺刀

這種型號由於其20英寸的氣缸膛槍管，因而非常適合近戰和在塹壕戰有很高的效果。戰爭期間，大型鉛彈丸（鹿彈）彈藥被塹壕型大量使用。這種彈藥每發包含9顆00號（.33口徑）大型鉛彈丸。這就給了單兵在每一發發射時相當強大的火力。這種短槍管和強大火力，就是讓這個型號成為堑壕战的理想選擇的原因。M1897在第一次世界大戰中被美國部隊作為一種力量倍增器以外的其他用途使用。裝備了這些槍的美國士兵，尤其是他們對飛碟射擊非常熟練和在塹壕駐紮的，更可以敵方投擲到半空中的手榴弹開火。這將原來會掉進美國方面塹壕的手榴彈射個偏離，藉以保護美國士兵。
與大多數現代泵动式散彈槍相反，溫徹斯特M1897（不同版本有不同的稱呼，其中包括M97或M97縮短型）在每次發射的時候槍機會靠近扳機並與扳機組件一起自動閉鎖（也就是說，它取消了扳機切斷裝置，因而具有「猛擊走火」的能力）。那種以5＋1發管狀彈倉作為供彈方式和泵动式的設計使其成為非常有效的近戰武器（Close combat weapon），因為它在某些部隊被稱為一把「戰壕掃帚」。這個猛擊走火可讓部隊以極為迅速的速度打光整條管式彈倉。大型鉛彈丸（鹿彈）的散佈，使武器以最小的瞄準，擊中很多目標。M1897是如此有效，並且令人恐懼，而德國政府更而提出了（徒勞的）抗議，要將它從戰鬥中取締。
在二战期間，美国陆军和美国海军陆战队只是分配到數量有限少量的M1897，這是因為當時內置式擊鎚的溫徹斯特M1912泵動式霰彈槍的軍用型（同樣具有「猛擊走火」的能力）已經在很大程度上把溫徹斯特M1897取代了。
霰彈槍的其他軍事用途包括“實行安全／室內防衛行動、後方地區安全行動、看守战俘、突襲、伏擊、城市地形軍事行動，以及指定的特種作戰。”

## 第一次世界大戰抗議
雖然M1897在第一次世界大战時期的美軍部隊相當歡迎的，但由於這樣的武器造成了極大的破壞和驚心動魄，亦令德國政府很快的、在1918年9月14日就開始對其在戰鬥中使用提出抗議，亦且要求將溫徹斯特M1897從戰場上取締。“在1918年9月19日，德國政府發布了外交抗議，反對美軍在戰鬥期間使用霰彈槍，聲稱按照戰爭法，霰彈槍是被禁止的。”德國的抗議的其中一部分為“尤其是特別禁止採用任何會造成不必要的痛苦的武器、彈藥或推算出的材料”。“這是已知的唯一一次已經提出的於實戰中使用霰彈槍的合法性。”然而，美國對他們的霰彈槍的使用解釋與德國有所不同。陸軍軍法將軍兼時任国务卿罗伯特·蓝辛（英語：Robert Lansing）認真地審議和審查所適用的法律，並且即時地反駁了德國的抗議。因而令該抗議完全無效。法國和英國亦曾考慮在第一次世界大战期間將霰彈槍用作堑壕战武器。而各霰彈槍型之中的雙管霰彈槍卻沒有被廣泛使用，因為它們有著無法承受大威力霰彈彈藥以及該槍型於近戰中的重新裝填速度緩慢這兩大缺陷。

### 德國回應
美國反駁德國方面的抗議極大地打亂了德國軍隊，因為他們相信，他們在戰爭中是被冤枉的。抗議被駁回之後不久，德國發出威脅宣佈，他們將會處決所有被發現以霰彈槍作為武器的被俘的美國士兵。這導致美國發出了報復的威脅，聲明如對被俘的美軍士兵採取任何不公正的處決，將導致美國對被俘的德軍士兵作相同的行為。最後德國方面的對抗手段是研製其戰壕戰壓制兵器—MP18冲锋枪。可是在火力上，與德國MP18衝鋒槍同期在戰場上出現的溫徹斯特M1897仍然力壓前者，結果衝鋒槍在戰略上的優勢仍未完全顯露時，一戰便已經結束了。儘管這導致衝鋒槍沒有在一戰戰場上對當時步兵的作戰方式產生全面性影響，但也使霰彈槍在美軍的影響力大增。一戰結束後，美國推遲了接受汤普森冲锋枪的計劃，而改為裝備了溫徹斯特M1897的後繼槍型M1912。

## 使用國

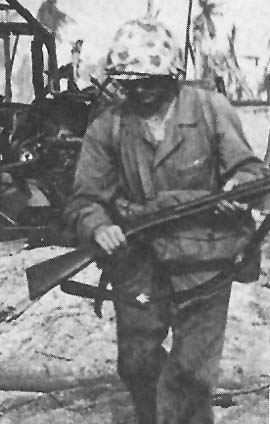
於二战期間手持溫徹斯特M1897的美国海军陆战队員

- 希腊
- 伊朗
- 菲律賓
- 美国
  - 美國陸軍
  - 美國海軍陸戰隊
- 越南

## 其他用途
戰爭結束後，溫徹斯特銷售一個更短槍管的M1897的防暴槍型版本。美國運通公司的信使，與美國各地的警察部門都手持這款武器。這槍的防暴型版本和戰壕型版本之間的差異是防暴型版本沒有戰壕型版本的槍管隔熱罩、刺刀座；
而所有戰壕型版本都配備了槍背帶環旋轉接頭，而大多數防暴型版本則沒有。

## 流行文化
溫徹斯特M1897霰彈槍系列同時出現在多部电影、电子游戏和动画裡，例如：

### 电影
- 1971年—《霹靂神探》：型號為防暴型，由巴迪·“多雲”·魯索探長（Det. Buddy "Cloudy" Russo，罗伊·谢德飾演）和其他一些紐約市警察局警員在最後的槍戰與流氓和毒販駁火中所使用。
- 1971年—：型號為戰壕型，由HM監獄衛兵所使用。
- 1987年—《铁面无私》：型號為北方工业YL-1897，由聯邦財政部官員埃利奧特·納斯（Elliot Ness，飾演）、老警員吉米·馬隆（Jimmy Malone，飾演）、年輕警員喬治·斯通（George Stone，安迪·加西亞飾演）和會計師奧斯卡·華萊士（Oscar Wallace，查尔斯·马丁·史密斯飾演）所使用。
- 1997年—：型號為普通獵用型，原來由農夫埃德加（Edgar，文森特·德多諾弗里奧飾演）在他的農場調查外星人登陸地球時使用，埃德加被殺以後被奪去埃德加軀體的「太空蟑螂」所奪取。
- 1998年—：型號為戰壕型，由女王下士（Cpl. Queen，大衛·哈羅德飾演）所使用。
- 1999年—：型號為防暴型，先後由理查·“瑞克”·歐康諾（Richard "Rick" O'Connell，布蘭登·費雪飾演）、艾芙琳·卡納漢（Evelyn Carnahan-O'Connell，麗素·慧絲飾演）和阿戴斯·貝（Ardeth Bay，歐迪·費爾飾演）所使用。
- 2001年—《珍珠港》：型號為戰壕型，由厄爾·史登中士（Sgt. Earl Sistern，湯姆·西斯摩爾飾演）所使用，奇怪地6發容量卻打出了11發。

### 電視劇
- 2010年—《太平洋戰爭》：由美國海軍陸戰隊所使用。

### 電子遊戲
- 2002年—：型號為防暴型，取代原雷明登870泵動式霰彈槍。
- 2002年—：型號為戰壕型，命名為「M1897戰壕槍」，以8發彈倉供彈。
- 2005年—《2》：型號為戰壕型，命名為「M1897戰壕槍」。以6發彈倉供彈，最高攜彈量為60發。美军的武器之一，聯機模式時可被所有陣營使用。
- 2006年—《3》：型號為戰壕型，命名為「M1897戰壕槍」。
- 2008年—《戰地之王》：型號為戰壕型，命名為「M1897刺血狂壕」與「M1897 painkiller」
- 2008年—：型號為戰壕型，命名為「M1897戰壕槍」，以6發（戰役模式及納粹殭屍模式）或4發（聯機模式）彈倉供彈，最高攜彈量為60發（納粹殭屍模式）和40（聯機模式）。戰役模式之中由美国海军陆战队所使用；聯機模式時於等級2解鎖，並可以使用刺刀（美國樣式）、前握把；殭屍模式時有一款衍生型稱作"Gut Shot"，10發彈倉，最高攜彈量仍為60發，並可以使用延長彈匣以及每次重新裝填2發。
- 2009年—《殺戮空間》：2012年10月23日「鄉下人恐怖活動」推出，命名為「戰壕槍」，以6發彈倉供彈。由放火者職階使用時發射龍息彈（燃燒霰彈）。
- 2010年—：只在殭屍模式中出現。型號為戰壕型，命名為「M1897戰壕槍」，以6發彈倉供彈，最高攜彈量為60發；衍生型稱作"Gut Shot"，10發彈倉，最高攜彈量仍為60發，並可以使用延長彈匣以及每次重新裝填2發。
- 2012年—《戰爭前線》：型號為戰壕型，命名為“溫徹斯特M1897戰壕槍”，以6發彈倉供彈，為醫療兵專用武器，只能通過K点购买，只可加裝專屬刺刀，不可改裝所有配件。
  - 目前仅俄羅斯伺服器實裝。
- 2014年—《西部鏢客大戰》：命名為“泵動式霰彈槍W1893”，以6發彈倉供彈。
- 2016年—《殺戮空間2》：命名為「Incendiary Trench Gun」，載彈量5+1發，發射龍息彈。
- 2016年—《1》：命名為“M97戰壕槍”，以5發彈倉供彈，最高攜帶30發，能夠以撞火方式進行速射。單人模式時於序幕關卡“鋼鐵風暴”中由美國陸軍第369步兵團所使用，並偶爾能夠在部份關卡的武器箱內發現。多人模式中為突擊兵可使用的武器，並可加裝刺刀，分為豪華版送的“地獄戰士戰壕霰彈槍”，及一般玩家用的 “掃蕩”、“獵人”、 “Back Bored” 。
- 2016年—《少女前線》：命名為「M1897」；與神槍少女的聯動角色崔耶拉也使用該武器。
- 2017年—《狙擊精英4》：型號為戰壕型，中文命名為「散彈槍」，英文命名為「Trench gun」。透過持散彈槍擊斃一名狙擊手後解鎖獲得。
- 2017年—：型號為戰壕型，命名為“戰鬥霰彈槍”，奇怪的載彈量為7發（使用“延長彈匣”時更增至10發）。戰役模式當中由美國陸軍第1步兵師和法國抵抗運動戰士所使用。聯機模式中為解鎖武器，並可裝填龍息彈。
- 2018年—《2》：命名為“泵動式霰彈槍”。
- 2018年—《5》：命名為“M1897”，以5發彈倉供彈，最高攜帶20發，無法像前作般進行速射。多人模式中為支援兵可使用的武器。
- 2018年—《4》：只在殭屍模式中出現。型號為戰壕型，命名為“M1897 Trebuchet”。
- 2021年—《惡靈古堡 村莊》：命名為“M1897”。
- 2021年—《決勝時刻：先鋒》：命名為“Combat Shotgun”。

### 動畫
- 2002年—《神槍少女》：型號為戰壕型，由崔耶拉（トリエラ，Triela，聲優：仙台惠理／榎本溫子）所使用，偶爾會裝上刺刀。
- 2002年—：型號為戰壕型，由賞金獵人用以破門。
- 2016年—《亞人》：型號為戰壕型，由佐藤（さとう，Sato，聲優：大塚芳忠）用以與特種部隊對峙。

## 資料來源
1. 1 2 3 4  Davis (2006)
2. 1 2 3 4 5 6 7 8 9 10 11  Williamson (1952) p. 158.
3. 1 2 3 4 5 6 7 8  Henshaw (1993) p. 49.
4. 1 2 3 4  Miller (2005) p. 694, Miller.
5. ↑  Farrow (1904) p. 335
6. ↑  Smith (1911) p. 5
7. ↑  Smith (1911) p. 4
8. 1 2 3 4  Hager (2005)
9. ↑  Farrow (1904) p. 337
10. ↑  Wilson (2008) pp.214-219
11. 1 2 3 4 5 6  Miller (2006) p. 98
12. ↑  Miller (2006) p. 99
13. ↑  Wilson(2008). p.220
14. 1 2 3  Carmichel (1986) p. 78-79
15. ↑  Linn, Brian McAllister. The Philippine War, 1899-1902 (Modern War Studies (Paperback)). University Press of Kansas. ISBN 978-0-7006-1225-3
16. 1 2 3 4 5 6  Parks (1997)
17. ↑  Department of the Army-PAM 27-50-299
18. ↑  Williamson (1952) p. 159.

## 外部連結
- （英文）—GlobalSecurity.org – Military use of shotguns （页面存档备份，存于）
- （英文）—Olive-Drab: Winchester Model 97 Shotgun （页面存档备份，存于）
- （英文）—American Rifleman—Winchester Model 1897 Riot Gun （页面存档备份，存于）
- （英文）—The Firearm Blog.com—
  - Unproduced Browning Shotgun Patent From 1896 （页面存档备份，存于）
  - Old School: Take Down Winchesters (Model 62 .22 and Takedown variant of Model 97 Trench Shotgun) （页面存档备份，存于）
- （英文）—Tactical-Life.com—
  - Winchester M97 Trench Sweeper 12 Gauge Shotgun （页面存档备份，存于）
  - M97 Trench Gun （页面存档备份，存于）
- （简体中文）—槍炮世界—温彻斯特1897型泵动霰弹枪 （页面存档备份，存于）